# Carlos Henrique Raposo
Carlos Henrique Raposo (Río Pardo; 2 de julio de 1963), más conocido como El Kaiser, es un exfutbolista brasileño que pasó a ser conocido como un «futbolista de farsa». Fue seleccionado para jugar con diversos clubes de Brasil, y del mundo, de importante nivel en sus diez años de carrera, pero nunca jugó un partido completo y ocultó su capacidad limitada con lesiones falsas, cambios frecuentes de equipo y otras artimañas.

## Biografía
En 2011, el programa Esporte espetacular, del canal brasileño Rede Globo, exhibió un material que contaba con detalles cómo, durante más de 20 años, Raposo consiguió engañar a diversos clubes brasileños (Botafogo, Flamengo, Bangu, Fluminense, Vasco da Gama, América) y de otros países (Puebla de México y El Paso de Estados Unidos), formando parte de sus equipos, aún sin prácticamente haber disputado partidos oficiales. Tan solo disputó seis encuentros en sus muchos años como profesional, ninguno de ellos completo, y no llegó a anotar ningún gol.
Su gran "carrera" se la debe a que era amigo de los entonces futbolistas Carlos Alberto Torres, Renato Gaúcho, Ricardo Rocha, Romário, Edmundo, Gaúcho, entre otros, que lo recomendaban a equipos de gran nivel.
Cuando los directivos de estos equipos querían saber más de él, Carlos decía que fue campeón de la Copa Intercontinental de 1984, con Independiente de Avellaneda, ganándole 1-0 al Liverpool FC de Inglaterra (hecho no sucedido, y confirmado por la dirección del club argentino).
Raposo se ganó el apodo del Forrest Gump del fútbol brasileño, aunque su apodo Kaiser es el más usado, debido a su parecido con Franz Beckenbauer, exfutbolista alemán.
También es recordado por fingir comunicaciones con equipos extranjeros por supuestos pases en inglés con un gran teléfono falso en entrenamientos del Flamengo. La mentira fue descubierta cuando un médico que había vivido en el Reino Unido escuchó sus conversaciones sin sentido.
En 1989, cuando estaba a punto de debutar en el Bangu, por temor a que lo descubrieran, comenzó una discusión con un aficionado del equipo rival para ser expulsado.
Su historia fue contada en el documental Kaiser: The Greatest Footballer Never to Play Football (2018), de Louis Myles, el cual fue estrenado en el Festival de cine de Tribeca.
Después de haberse "jubilado" de su carrera como futbolista, actualmente es entrenador personal.

## Clubes
| Año  | Club             | País           |
| ---- | ---------------- | -------------- |
| 1986 | Botafogo         | Brasil         |
| 1987 | Flamengo         | Brasil         |
| 1988 | Puebla FC        | México         |
| 1989 | El Paso Patriots | Estados Unidos |
| 1990 | Bangu            | Brasil         |
| 1991 | Fluminense       | Brasil         |
| 1992 | Vasco Da Gama    | Brasil         |
| 1993 | América FC       | Brasil         |